# Giovanni Panico

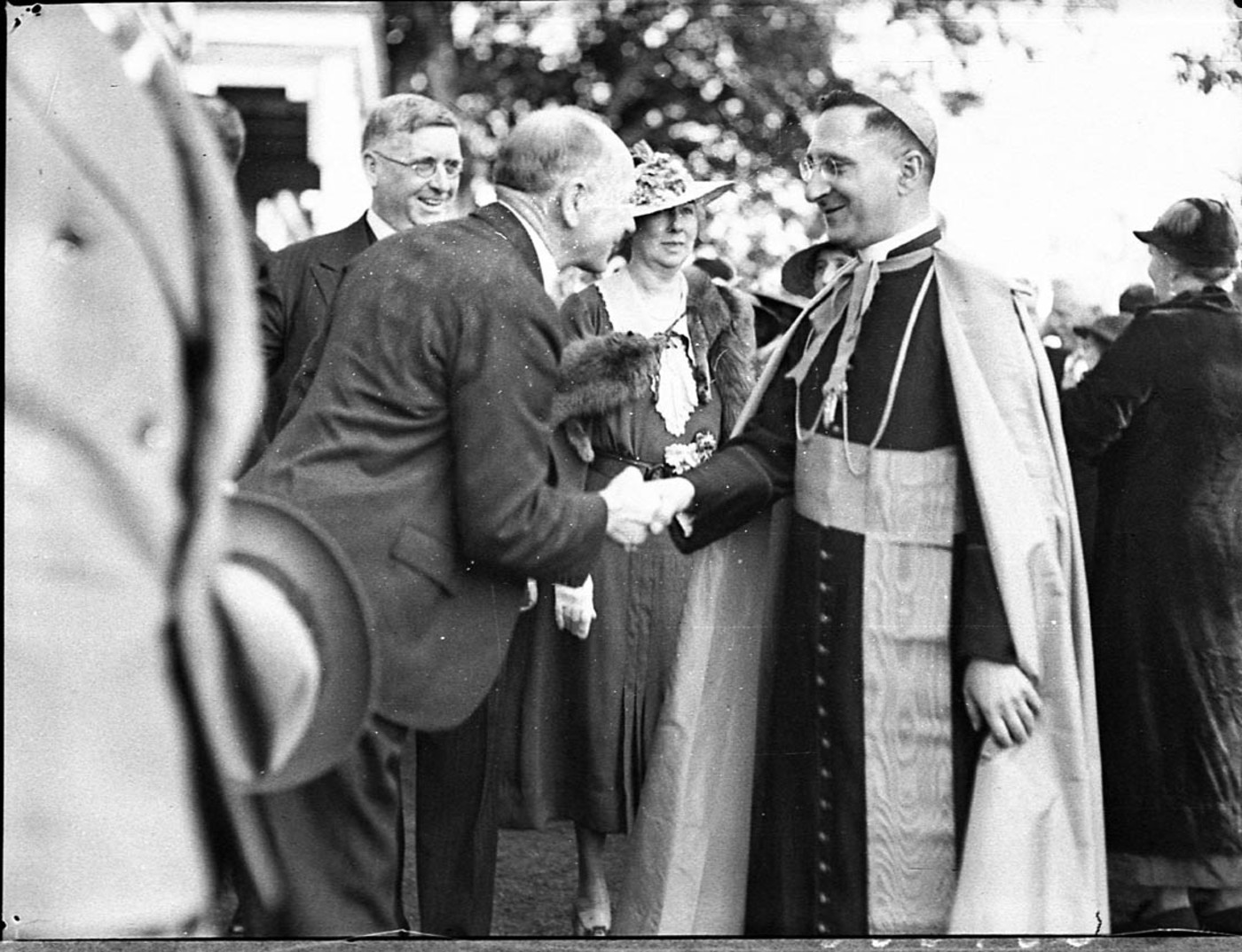
Erzbischof Giovanni Panico (re.) als Apostolischer Delegat in Australien (1936)

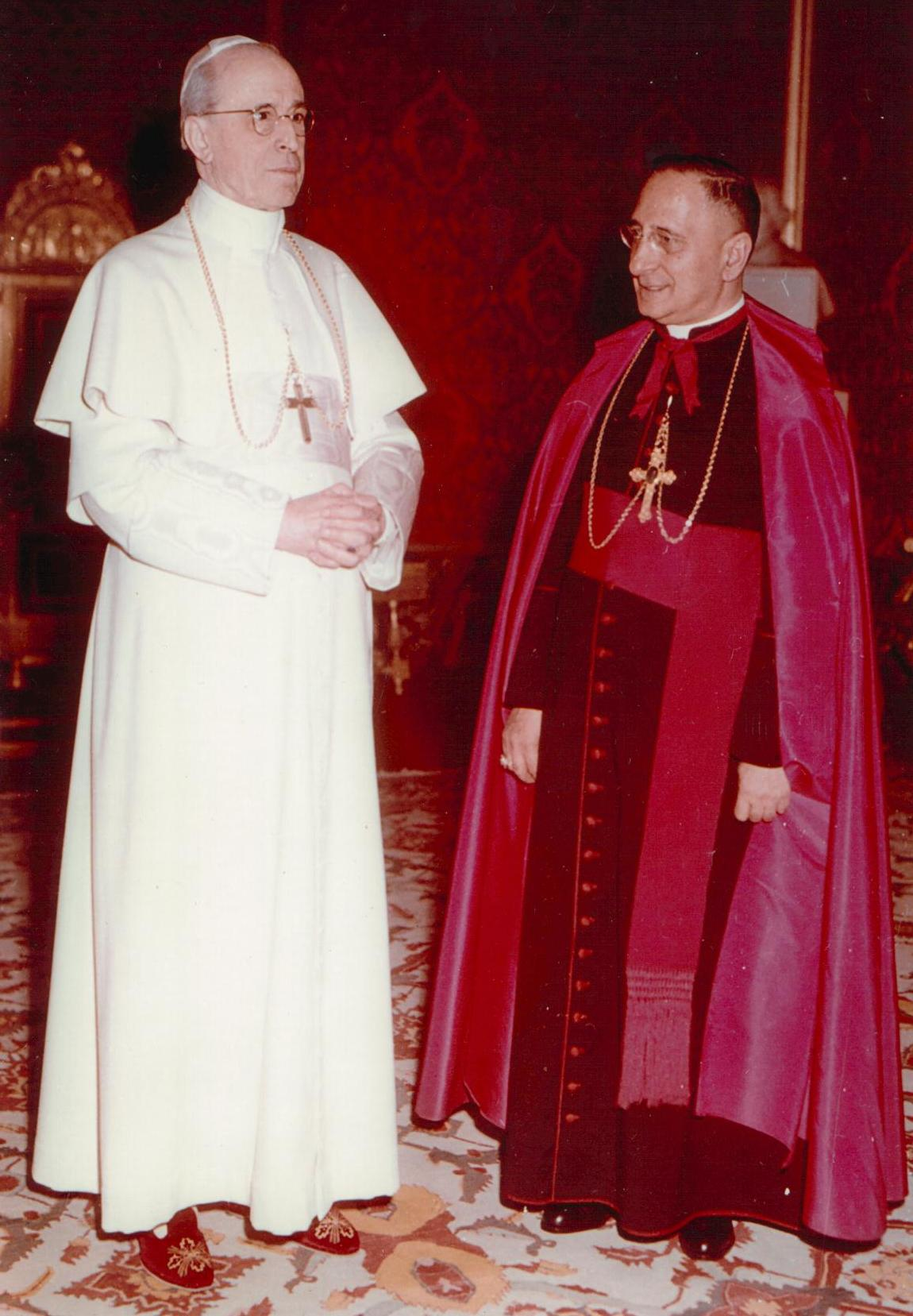
Givanni Panico mit Papst Pius XII. (1950er-Jahre)

Giovanni Kardinal Panico (* 12. April 1895 in Tricase, Provinz Lecce, Italien; † 7. Juli 1962 ebenda) war ein italienischer Geistlicher und Diplomat des Heiligen Stuhls.

## Leben
Giovanni Panico studierte in Ugento und Rom die Fächer Katholische Theologie und Philosophie und empfing am 14. März 1919 das Sakrament der Priesterweihe. Nach weiterführenden Studien trat er 1922 in den diplomatischen Dienst des Vatikans. Von 1923 bis 1927 war er für die Apostolische Nuntiatur in Kolumbien tätig, von 1927 bis 1931 für die Apostolische Nuntiatur in Argentinien, von 1931 bis 1933 für die Apostolische Nuntiatur in Deutschland und von 1933 bis 1935 für die Apostolische Nuntiatur in der Tschechoslowakei. Am 20. August 1934 verlieh ihm Papst Pius XI. den Titel eines Päpstlichen Hausprälaten.
Am 17. Oktober 1935 ernannte ihn Pius XI. zum Titularerzbischof von Iustiniana Prima und Apostolischen Delegaten in Australien. Die Bischofsweihe empfing er am 8. Dezember desselben Jahres durch Pietro Kardinal Fumasoni Biondi; Mitkonsekratoren waren die Kurienerzbischöfe Bartolomeo Cattaneo und Domenico Spolverini. 1937 entsandte ihn Papst Pius XI. als päpstlichen Legaten nach Sydney zur Vollversammlung der Bischöfe Neuseelands und Australiens. Während des Zweiten Weltkriegs organisierte Panico karitative Arbeit für deutsche, italienische und japanische Kriegsgefangene in Australien.
Papst Pius XII. ernannte ihn am 28. September 1948 zum Apostolischen Nuntius in Peru und am 14. November 1953 zum Apostolischen Delegaten in Kanada. Am 24. Januar 1959 betraute ihn Papst Johannes XXIII. mit der Leitung der Apostolischen Nuntiatur in Portugal. Giovanni Panico wurde am 19. März 1962 als Kardinalpriester mit der Titelkirche Santa Teresa al Corso d’Italia in das Kardinalskollegium aufgenommen.
In seinen letzten Jahren war Kardinal Panico von einem schlechten Gesundheitszustand gezeichnet. Er starb am 7. Juli 1962 in seinem Geburtsort, wo er auch beigesetzt wurde.